# هاورد في. هسندريكس
هاورد في. هسندريكس (بالإنجليزية: Howard V. Hendrix)‏ (1959، سينسيناتي في الولايات المتحدة)؛ شاعر وروائي أمريكي. درس في جامعة كاليفورنيا.